# Championnat de France féminin de handball 2020-2021
Navigation
2019-2020 2021-2022
| \| Issy/Paris St-Amand Metz Toulon Besançon Fleury-les-A. Nantes Dijon Nice Brest Chambray Mérignac Bourg-de-Péage Plan-de-Cuques \| Localisation des clubs engagés dans le championnat. · En rouge, le champion. |
| Issy/Paris St-Amand Metz Toulon Besançon Fleury-les-A. Nantes Dijon Nice Brest Chambray Mérignac Bourg-de-Péage Plan-de-Cuques                                                                                    |

La saison 2020-2021 de Ligue Butagaz Énergie est la soixante-dixième édition du Championnat de France féminin de handball et la deuxième sous la dénomination de Ligue Butagaz Énergie. Il s'agit du premier niveau du handball féminin français. Cette compétition qui oppose les quatorze meilleures équipes françaises professionnelles a vu son format évoluer en cours de saison en raison de la pandémie : la saison régulière, prévue en match-aller retour, ne s'est jouée que sur les matchs aller et les équipes ont alors été séparées entre playoffs et playdowns avec, comme prévu, une finale en matchs aller et retour entre les deux premiers pour conclure la saison.
La compétition est remportée par le Brest Bretagne Handball, vainqueur en finale du Metz Handball.

## Formule de la compétition
En lien avec la pandémie de Covid-19 qui a conduit à la suspension puis à l'arrêt définitif du Championnat 2019-2020, la LFH a entériné le passage à 14 clubs et a modifié les modalités de la compétition :
- la phase régulière se déroule sous la forme d'un championnat classique en 26 journées.
- les playoffs et playdowns sont supprimés et une finale en matchs aller et retour entre les deux premiers détermine le Champion de France.
- le nombre d'équipes reléguées n'a pas encore été précisé par la LFH.

Néanmoins, l'Assemblée Générale de la Ligue féminine de handball (LFH) a entériné le 21 décembre 2020 une nouvelle formule du championnat de Ligue Butagaz Énergie pour la suite de la saison 2020-21. En effet, au moment de la trêve internationale, 49 matches sur 63 rencontres des neuf premières journées de championnat se sont déroulés et 14 ont été reportés. Dans le but de jouer un maximum de matchs, tout en conservant une équité entre les tous les clubs et en respectant l’intégrité physique des joueuses, un groupe de travail « calendrier », mandaté par le Comité de Direction de la LFH et réunissant l’ensemble des acteurs du handball professionnel féminin, a travaillé de concert sur une nouvelle formule permettant au championnat d’arriver à son terme, tout en protégeant l’ensemble des protagonistes. Les clubs vont au bout des matchs aller, en jouant les matchs de la 10e à la 13e journée ainsi que les 14 matchs reportés, et ce avant le 22 février. À l’issue des 13 rencontres, le nouveau format est :
- Play-offs : les huit équipes classées de 1 à 8 à l’issue de la 13e journée participent aux play-offs et partent avec les points acquis sur l’ensemble des matches de la première phase. Toutes les équipes disputeront au total 9 matches :
  - 27 février au 12 mai : 7 matches (matches retour de la 1e phase)
  - 19 et 23 mai : finales en matches aller et retour (1er vs 2e, 3e vs 4e, 5e vs 6e et 7e vs 8e). Le classement sera établi à l’issue de ces finales. L’équipe remportant la finale entre le 1er et le 2e à l’issue des matches retour est déclarée Championne de France.
- Play-downs : les six équipes classées de 9 à 14 à l’issue de la 13e journée participent aux play-downs et partent avec les points acquis sur l’ensemble des matches de la première phase . La 2e phase est organisée en 15 dates avec 5 matches correspondant aux matches retour de la 1e phase et 10 matches aller et retour. À l’issue des 15 dates, l'équipe classée dernière est reléguée en D2 féminine pour la saison 2021-22.

Au terme de la saison, le club Champion de France est qualifié pour la Ligue des champions. Les modalités de qualification en Ligue européenne (3 places) ne sont pas encore précisées par la LFH mais elles devraient être attribuées au finaliste et au troisième du championnat ainsi qu'au vainqueur de la Coupe de France 2020-2021[source insuffisante].

## Clubs participants
Légende des couleurs
- Participant à la Ligue des champions
- Participant à la Ligue européenne
- Promu de deuxième division

| Club                          | En LFH depuis | 2019-2020      | Entraîneur                           | Depuis       | Salle                                               | Capacité théorique |
| ----------------------------- | ------------- | -------------- | ------------------------------------ | ------------ | --------------------------------------------------- | ------------------ |
| Brest Bretagne Handball       | 2016          | 1er ex aequo   | Laurent Bezeau                       | 2013         | Brest Arena                                         | 4 077              |
| Metz Handball                 | 1987          | 1er ex aequo   | Emmanuel Mayonnade                   | 2016         | Palais omnisports Les Arènes                        | 4 525              |
| CJF Fleury Loiret             | 2003          | 3e             | Christophe Cassan                    | 2016         | Gymnase Albert Auger Palais des sports d'Orléans    | 646 2 661          |
| Nantes Atlantique Handball    | 2013          | 4e             | Guillaume Saurina                    | 2020         | Complexe sportif du Vigneau Salle de la Trocardière | 1 640 4 238        |
| Paris 92                      | 2010          | 5e             | Yacine Messaoudi                     | 2019         | Salle Robert Charpentier Stade Pierre-de-Coubertin  | 1 700 4 016        |
| OGC Nice Handball             | 2012          | 6e             | Marjan Kolev                         | 2016         | Halle des sports Charles-Ehrmann                    | 1 450              |
| ES Besançon                   | 2015          | 7e             | Raphaëlle Tervel                     | 2015         | Palais des sports Ghani-Yalouz                      | 3 380              |
| Jeanne d'Arc Dijon Handball   | 2014          | 8e             | Christophe Maréchal                  | 2012         | Palais des sports Jean-Michel-Geoffroy              | 3 100              |
| Bourg-de-Péage Drôme Handball | 2017          | 9e             | Camille Comte                        | 2015         | Complexe Vercors                                    | 1 200              |
| Toulon Saint-Cyr HB           | 2008          | 10e            | Sandor Rac                           | 2017         | Palais des sports Jauréguiberry                     | 4 300              |
| Chambray Touraine Handball    | 2016          | 11e            | Guillaume Marquès                    | 2009         | Gymnase de la Fontaine Blanche                      | 700                |
| Mérignac Handball             | 2019          | 12e            | Philippe Carrara Christophe Chagnard | 2019 09/2020 | Salle Pierre-de-Coubertin                           | 500                |
| Handball Plan-de-Cuques       | 2020          | 1er, p. 2 (D2) | Angélique Spincer                    | 2020         | Complexe Sportif des Ambrosis                       | 500                |
| Saint-Amand Handball          | 2020          | 1er, p. 1 (D2) | Florence Sauval                      | 2017         | Salle Maurice-Hugot                                 | 1 114              |

## Résultats

### Première phase
|    | Équipe                        | Pts | J  | G  | N | P  | Bp  | Bc  | Diff |
| -- | ----------------------------- | --- | -- | -- | - | -- | --- | --- | ---- |
| 1  | Brest Bretagne Handball       | 37  | 13 | 12 | 0 | 1  | 423 | 294 | 129  |
| 2  | Metz Handball                 | 37  | 13 | 12 | 0 | 1  | 424 | 319 | 105  |
| 3  | Nantes Atlantique Handball    | 31  | 13 | 9  | 0 | 4  | 372 | 346 | 26   |
| 4  | Paris 92                      | 30  | 13 | 8  | 1 | 4  | 324 | 288 | 36   |
| 5  | ES Besançon                   | 29  | 13 | 8  | 0 | 5  | 385 | 356 | 29   |
| 6  | OGC Nice CA                   | 29  | 13 | 8  | 0 | 5  | 338 | 339 | -1   |
| 7  | Chambray Touraine Handball    | 28  | 13 | 7  | 1 | 5  | 340 | 325 | 15   |
| 8  | Bourg-de-Péage Drôme Handball | 26  | 13 | 6  | 1 | 6  | 335 | 338 | -3   |
| 9  | CJF Fleury Loiret Handball    | 21  | 13 | 4  | 0 | 9  | 335 | 375 | -40  |
| 10 | Toulon Saint-Cyr Var Handball | 21  | 13 | 4  | 0 | 9  | 326 | 374 | -48  |
| 11 | Jeanne d'Arc Dijon Handball   | 20  | 13 | 2  | 3 | 8  | 308 | 354 | -46  |
| 12 | Saint-Amand Handball P        | 20  | 13 | 3  | 1 | 9  | 292 | 375 | -83  |
| 13 | Mérignac Handball             | 18  | 13 | 2  | 1 | 10 | 305 | 360 | -55  |
| 14 | Handball Plan-de-Cuques P     | 17  | 13 | 2  | 0 | 11 | 292 | 356 | -64  |

| Résultats (dom.\ext.)                                      | Bre.  | Metz  | Fle.  | Nan.  | Par.  | Nice  | Bes.  | Dij.  | BdP   | TSC   | Cha.  | Mér.  | PdC   | St-A. |
| Brest Bretagne Handball                                    |       | -     | -     | 26-25 | -     | -     | -     | -     | -     | -     | 37-25 | -     | -     | 44-19 |
| Metz Handball                                              | -     |       | -     | -     | 26-25 | 37-22 | 37-31 | -     | -     | -     | -     | -     | -     | 41-20 |
| CJF Fleury Loiret                                          | -     | 26-39 |       | -     | -     | -     | -     | -     | -     | 28-22 | -     | 34-25 | -     | -     |
| Nantes Atlantique Handball                                 | -     | 26-35 | -     |       | -     | 28-27 | -     | -     | -     | -     | -     | 28-26 | -     | -     |
| Paris 92                                                   | -     | -     | -     | 30-28 |       | -     | -     | -     | -     | -     | 24-21 | 28-22 | -     | 32-17 |
| OGC Nice CA HB                                             | 22-29 | -     | -     | -     | -     |       | 31-25 | 25-24 | -     | -     | -     | -     | -     | -     |
| ES Besançon                                                | -     | -     | -     | -     | -     | -     |       | -     | 28-26 | -     | -     | -     | 42-23 | -     |
| JDA Dijon                                                  | -     | 27-32 | 19-24 | 21-26 | -     | -     | -     |       | -     | 24-34 | -     | -     | -     | -     |
| Bourg-de-Péage DHB                                         | -     | -     | -     | -     | 22-21 | 31-21 | -     | -     |       | 28-29 | 20-30 | -     | -     | -     |
| Toulon Saint-Cyr VHB                                       | 20-36 | 26-32 | -     | -     | 20-30 | -     | 19-31 | -     | -     |       | -     | -     | -     | -     |
| Chambray Touraine Handball                                 | -     | -     | 36-24 | -     | -     | -     | -     | 27-27 | -     | -     |       | 27-22 | -     | -     |
| Mérignac Handball                                          | 18-32 | -     | -     | -     | -     | 24-21 | 24-29 | -     | 22-24 | -     | -     |       | -     | 26-26 |
| Handball Plan-de-Cuques P                                  | -     | -     | 24-22 | 27-30 | -     | -     | -     | -     | -     | -     | -     | -     |       | -     |
| Saint-Amand Handball P                                     | -     | -     | 22-29 | -     | -     | -     | -     | 23-22 | 23-21 | 26-27 | -     | -     | 25-21 |       |
| - Victoire à domicile - Match nul - Victoire à l'extérieur |       |       |       |       |       |       |       |       |       |       |       |       |       |       |

### Playoffs
| Rang | Équipe                        | Pts | J  | G  | N | P  | Bp  | Bc  | Diff | Bon |
| ---- | ----------------------------- | --- | -- | -- | - | -- | --- | --- | ---- | --- |
| 1    | Brest Bretagne Handball       | 56  | 14 | 12 | 0 | 2  | 394 | 323 | +71  | 18  |
| 2    | Metz Handball                 | 56  | 14 | 12 | 0 | 2  | 431 | 356 | +75  | 18  |
| 3    | ES Besançon                   | 46  | 14 | 7  | 0 | 7  | 382 | 399 | -17  | 18  |
| 4    | Chambray Touraine Handball    | 43  | 14 | 6  | 0 | 8  | 360 | 377 | -17  | 17  |
| 5    | Nantes Atlantique Handball    | 42  | 14 | 5  | 0 | 9  | 378 | 400 | -22  | 18  |
| 6    | Paris 92                      | 41  | 14 | 5  | 0 | 9  | 329 | 362 | -33  | 17  |
| 7    | Bourg-de-Péage Drôme Handball | 39  | 14 | 6  | 0 | 8  | 351 | 368 | -17  | 13  |
| 8    | OGC Nice CA                   | 36  | 14 | 3  | 0 | 11 | 352 | 392 | -40  | 16  |

Brest Bretagne Handball et Metz Handball sont qualifiés pour la finale. Les autres équipes jouent des matchs de classement deux à deux.

### Playdowns
| Rang | Équipe                        | Pts  | J  | G  | N | P  | Bp  | Bc  | Diff | Bon |
| ---- | ----------------------------- | ---- | -- | -- | - | -- | --- | --- | ---- | --- |
| 9    | CJF Fleury Loiret Handball    | 54-1 | 20 | 13 | 1 | 6  | 512 | 485 | +27  | 8   |
| 10   | Jeanne d'Arc Dijon Handball   | 52   | 20 | 9  | 3 | 8  | 493 | 501 | -8   | 11  |
| 11   | Toulon Saint-Cyr Var Handball | 51   | 20 | 10 | 1 | 9  | 511 | 478 | +33  | 10  |
| 12   | Handball Plan-de-Cuques P     | 51   | 20 | 11 | 1 | 8  | 510 | 514 | -4   | 8   |
| 13   | Mérignac Handball             | 45   | 20 | 7  | 1 | 12 | 503 | 524 | -21  | 10  |
| 14   | Saint-Amand Handball P        | 43   | 20 | 5  | 3 | 12 | 501 | 528 | -27  | 10  |

Remarque : le match entre Toulon et Fleury, reporté deux fois, n'est finalement pas joué, le Fleury Loiret Handball, club visiteur, se voyant notifier le forfait sportif avec une défaite sur le score de 0 à 20 et 0 point inscrit pour cette rencontre (d'où le -1).

### Finale
La finale se joue en deux matchs :
| 19 mai 2021 18h30 | Metz Handball  | 31 - 24      | Brest Bretagne Handball | Les Arènes, Metz Affluence : 800 Arbitrage : Sylvain Artes et Benjamin Bolla |
| 19 mai 2021 18h30 | Tjaša Stanko 7 | (16 - 13)    | Ana Gros 10             | Les Arènes, Metz Affluence : 800 Arbitrage : Sylvain Artes et Benjamin Bolla |
| 19 mai 2021 18h30 | ×1 ×3          | LFH Handzone | ×2                      | Les Arènes, Metz Affluence : 800 Arbitrage : Sylvain Artes et Benjamin Bolla |

| Metz Handball                   |       |                    |                       |                         |        |
| N°                              | Poste | Joueuse            | Buts                  | Sanctions               | Temps  |
| 8                               | ARG   | Ćamila Mičijević   | 5/10                  | Suspension · Suspension | 40 min |
| 9                               | P     | Astride N'Gouan    | 3/5                   |                         | 48 min |
| 10                              | DC    | Méline Nocandy     | 6/6                   | Suspension              | 36 min |
| 11                              | ALG   | Manon Houette      | 2/2                   |                         | 47 min |
| 14                              | ALD   | Debbie Bont        | 1/2                   |                         | 23 min |
| 15                              | DC    | Tjaša Stanko       | 7/9                   | Carton jaune            | 44 min |
| 19                              | ARD   | Louise Burgaard    | 3/8                   |                         | 48 min |
| 21                              | ALG   | Laura Kanor        | /                     |                         | 11 min |
| 25                              | ARD   | Marie-Hélène Sajka | /                     |                         | 04 min |
| 30                              | ALD   | Jurswailly Luciano | 4/6                   |                         | 39 min |
| 75                              | ?     | Audrey Dembélé     | /                     |                         | NE     |
| 77                              | P     | Olga Perederiy     | /                     |                         | 11 min |
| N°                              | Poste | Joueuse            | Arrêts                | Arrêts                  | Temps  |
| 12                              | GB    | Ivana Kapitanović  | 1/3 (dont 1/2 à 7m)   | 1/3 (dont 1/2 à 7m)     | 44 s   |
| 23                              | GB    | Dinah Eckerle      | 12/35 (dont 0/1 à 7m) | 12/35 (dont 0/1 à 7m)   | 59 min |
| Entraîneur : Emmanuel Mayonnade |       |                    |                       |                         |        |

| Brest Bretagne Handball     |       |                    |                      |                           |        |
| N°                          | Poste | Joueuse            | Buts                 | Sanctions                 | Temps  |
| 2                           | ALG   | Constance Mauny    | /                    |                           | 14 min |
| 3                           | ALD   | Alicia Toublanc    | 3/4                  |                           | 31 min |
| 6                           | ARD   | Ana Gros           | 10/18                |                           | 40 min |
| 9                           | DC    | Isabelle Gulldén   | 1/3                  |                           | 49 min |
| 10                          | ALG   | Coralie Lassource  | 2/3                  |                           | 45 min |
| 15                          | ARG   | Kalidiatou Niakaté | 1/5                  |                           | 15 min |
| 19                          | DC    | Laurène Catani     | /                    |                           | 04 min |
| 20                          | P     | Slađana Pop-Lazić  | 1/1                  |                           | 29 min |
| 22                          | P     | Pauletta Foppa     | 2/2                  |                           | 38 min |
| 23                          | ARG   | Đurđina Jauković   | 2/7                  | Carton jaune · Suspension | 43 min |
| 25                          | ARG   | Tonje Løseth       | /                    | Suspension                | 19 min |
| 55                          | ALD   | Pauline Coatanea   | 2/4                  | Carton jaune              | 27 min |
| N°                          | Poste | Joueuse            | Arrêts               | Arrêts                    | Temps  |
| 16                          | GB    | Cléopâtre Darleux  | 6/21 (dont 0/1 à 7m) | 6/21 (dont 0/1 à 7m)      | 30 min |
| 89                          | GB    | Sandra Toft        | 5/21 (dont 0/1 à 7m) | 5/21 (dont 0/1 à 7m)      | 30 min |
| Entraîneur : Laurent Bezeau |       |                    |                      |                           |        |

| 23 mai 2021 15h30 | Brest Bretagne Handball | 29 - 22      | Metz Handball    | Brest Arena, Brest Affluence : 800 Arbitrage : Raouf et Karim Gasmi |
| 23 mai 2021 15h30 | Ana Gros 10             | (13 - 12)    | Méline Nocandy 5 | Brest Arena, Brest Affluence : 800 Arbitrage : Raouf et Karim Gasmi |
| 23 mai 2021 15h30 | ×0 ×4                   | LFH Handzone | ×1 ×4            | Brest Arena, Brest Affluence : 800 Arbitrage : Raouf et Karim Gasmi |

| Brest Bretagne Handball     |       |                    |                      |                      |        |
| N°                          | Poste | Joueuse            | Buts                 | Sanctions            | Temps  |
| 2                           | ALG   | Constance Mauny    | /                    |                      | 05 min |
| 3                           | ALD   | Alicia Toublanc    | 1/3                  |                      | 16 min |
| 4                           | DC    | Amandine Tissier   | /                    |                      | 0 min  |
| 6                           | ARD   | Ana Gros           | 10/15                |                      | 39 min |
| 8                           | ARD   | Monika Kobylińska  | 1/2                  |                      | 14 min |
| 9                           | DC    | Isabelle Gulldén   | 2/2                  |                      | 38 min |
| 10                          | ALG   | Coralie Lassource  | 2/3                  | Suspension           | 54 min |
| 15                          | ARG   | Kalidiatou Niakaté | 1/2                  | Suspension           | 38 min |
| 20                          | P     | Slađana Pop-Lazić  | /                    |                      | 03 min |
| 22                          | P     | Pauletta Foppa     | 2/4                  | Suspension           | 55 min |
| 23                          | ARG   | Đurđina Jauković   | 6/8                  | Suspension           | 44 min |
| 55                          | ALD   | Pauline Coatanea   | 4/7                  |                      | 41 min |
| N°                          | Poste | Joueuse            | Arrêts               | Arrêts               | Temps  |
| 16                          | GB    | Cléopâtre Darleux  | 4/16 (dont 0/1 à 7m) | 4/16 (dont 0/1 à 7m) | 30 min |
| 89                          | GB    | Sandra Toft        | 8/18 (-)             | 8/18 (-)             | 30 min |
| Entraîneur : Laurent Bezeau |       |                    |                      |                      |        |

| Metz Handball                   |       |                    |                      |                           |        |
| N°                              | Poste | Joueuse            | Buts                 | Sanctions                 | Temps  |
| 2                               | ARD   | Emma Jacques       | /                    |                           | 30 min |
| 8                               | ARG   | Ćamila Mičijević   | 3/7                  |                           | 29 min |
| 9                               | P     | Astride N'Gouan    | 2/4                  | Suspension                | 20 min |
| 10                              | DC    | Méline Nocandy     | 5/5                  | Carton jaune · Suspension | 40 min |
| 11                              | ALG   | Manon Houette      | 1/2                  |                           | 15 min |
| 14                              | ALD   | Debbie Bont        | /                    | Suspension                | 14 min |
| 15                              | DC    | Tjaša Stanko       | 1/3                  |                           | 33 min |
| 19                              | ARD   | Louise Burgaard    | 4/6                  | Suspension                | 45 min |
| 21                              | ALG   | Laura Kanor        | 0/1                  |                           | 32 min |
| 25                              | ARD   | Marie-Hélène Sajka | 1/2                  |                           | 04 min |
| 30                              | ALD   | Jurswailly Luciano | 2/5                  |                           | 29 min |
| 31                              | P     | Yvette Broch       | 3/3                  |                           | 26 min |
| N°                              | Poste | Joueuse            | Arrêts               | Arrêts                    | Temps  |
| 12                              | GB    | Ivana Kapitanović  | 0/4 (dont 0/4 à 7m)  | 0/4 (dont 0/4 à 7m)       | 23 s   |
| 23                              | GB    | Dinah Eckerle      | 7/31 (dont 0/4 à 7m) | 7/31 (dont 0/4 à 7m)      | 59 min |
| Entraîneur : Emmanuel Mayonnade |       |                    |                      |                           |        |

Les deux équipes sont à égalité sur l'ensemble des deux matchs 53 à 53 : Brest est déclaré champion au bénéfice de la règle du plus grand nombre de buts marqués à l'extérieur (24 contre 22).

### Matchs de classement
Le club le mieux classé à l'issue des play-offs a le privilège de recevoir au match retour. Les matchs aller sont joués les 25 ou 26 mai et les matchs retour du 28 au 30 mai 2021 :
| Match      | Équipe 1             | Scores  | Scores  | Scores  | Équipe 2                |
| Match      | Équipe 1             | Aller   | Total   | Retour  | Équipe 2                |
| ---------- | -------------------- | ------- | ------- | ------- | ----------------------- |
| Finale 3/4 | Chambray Touraine HB | 25 – 27 | 50 – 53 | 25 – 26 | ES Besançon             |
| Finale 5/6 | Paris 92             | 21 – 27 | 46 – 48 | 25 – 21 | Nantes Atlantique HB    |
| Finale 7/8 | OGC Nice CA          | 31 – 33 | 61 – 59 | 30 – 26 | Bourg-de-Péage Drôme HB |

### Classement final
| Rang | Club                          | Commentaire                                           |
| ---- | ----------------------------- | ----------------------------------------------------- |
| 1    | Brest Bretagne Handball       | Champion de France et qualifié en Ligue des champions |
| 2    | Metz Handball                 | qualifié en Ligue européenne                          |
| 3    | ES Besançon                   | qualifié en Ligue européenne                          |
| 4    | Chambray Touraine Handball    | qualifié en Ligue européenne                          |
| 5    | Nantes Atlantique Handball    | -                                                     |
| 6    | Paris 92                      | -                                                     |
| 7    | OGC Nice CA                   | -                                                     |
| 8    | Bourg-de-Péage Drôme Handball | -                                                     |
| 9    | CJF Fleury Loiret Handball    | -                                                     |
| 10   | Jeanne d'Arc Dijon Handball   | -                                                     |
| 11   | Toulon Saint-Cyr Var Handball | -                                                     |
| 12   | Handball Plan-de-Cuques P     | -                                                     |
| 13   | Mérignac Handball             | -                                                     |
| 14   | Saint-Amand Handball P        | Relégué                                               |

## Récompenses individuelles et distinctions

### 7 Majeur de la semaine
Après chaque journée de championnat, l'Association des joueurs professionnels de handball (AJPH) désigne le 7 majeur de la semaine en association avec Les Sportives Magazine :

### Distinctions individuelles
Pour cette saison, du fait du contexte sanitaire lié à la pandémie de Covid-19 le huis-clos qu'il a conduit, et, en accord avec l'AJPH, l'UCPHF et 7Master, la LFH met en place les Trophées de la saison 2020-21 pour trois catégories seulement : meilleure joueuse, meilleur entraineur et meilleurs arbitres.
Le vote de la meilleure joueuse s’est déroulée en trois phases :
1. une pré-sélection, via 7Master, où les 14 entraineurs du championnat ont identifié 7 joueuses : Ana Gros, Sandra Toft, Pauletta Foppa, Đurđina Jauković pour Brest, Méline Nocandy pour Metz et Laura Flippes et Nadia Offendal pour Paris 92 ;
2. un comité constitué de tous les présidents, entraineurs et capitaines des 14 clubs et d'un collège LFH détermine les 3 joueuses retenues pour le vote du grand public. À titre de pondération, il a été appliqué les règles suivantes : vote des 14 entraineurs LBE 30%, vote des capitaines des clubs LBE 30%, vote des présidents des clubs LBE 20%, vote au sein du collège LFH 20%. Les trois joueuses retenues sont toutes brestoises : Ana Gros, Sandra Toft et Pauletta Foppa.
3. le vote du grand public ouvert du 10 au 17 mai[34].

| Rang | Joueuse          | Club                    | %                       | Votes                   |
| ---- | ---------------- | ----------------------- | ----------------------- | ----------------------- |
| 1    | Ana Gros         | Brest Bretagne Handball | 45 %                    | 2214                    |
| 2    | Pauletta Foppa   | Brest Bretagne Handball | 39 %                    | 1881                    |
| 3    | Sandra Toft      | Brest Bretagne Handball | 16 %                    | 0776                    |
| -    | Đurđina Jauković | Brest Bretagne Handball | Non retenues en phase 2 | Non retenues en phase 2 |
| -    | Méline Nocandy   | Metz Handball           | Non retenues en phase 2 | Non retenues en phase 2 |
| -    | Laura Flippes    | Paris 92                | Non retenues en phase 2 | Non retenues en phase 2 |
| -    | Nadia Offendal   | Paris 92                | Non retenues en phase 2 | Non retenues en phase 2 |

De même, le vote pour le meilleur entraîneur s’est déroulé en trois phases :
1. une pré-sélection, via 7Master, où les 14 entraineurs du championnat ont identifié nommé 3 entraineurs : Laurent Bezeau, Guillaume Saurina et Raphaëlle Tervel ;
2. un comité constitué de tous les présidents, entraineurs et capitaines des 14 clubs et d’un collège LFH votent du 1er au 7 juin. À titre de pondération il est appliqué les règles suivantes : vote des 14 entraineurs LBE 30%, vote des capitaines des clubs LBE 20%, vote des présidents des clubs LBE 20%, vote au sein du collège LFH 10% ;
3. le vote du grand public ouvert du 1er au 7 juin. Le vote du grand public compte à 20% pour la désignation du vainqueur.

| Rang | Entraîneur        | Club                    | Votes |
| ---- | ----------------- | ----------------------- | ----- |
| 1    | Laurent Bezeau    | Brest Bretagne Handball | 72 %  |
| 2    | Raphaëlle Tervel  | ES Besançon             | ?     |
| 3    | Guillaume Saurina | Nantes Atlantique HB    | ?     |

## Clubs engagés en Coupe d'Europe

### Ligue des champions
Deux clubs participent à la Ligue des champions : le Metz Handball en tant que premier représentant du championnat et le Brest Bretagne Handball, retenu sur dossier.
En phase de poule,  le Metz Handball termine deuxième derrière le Rostov-Don avec un bilan de 10 victoires et 4 défaites. Le Brest Bretagne Handball, malgré deux matchs nuls face au Győri ETO KC, termine troisième derrière les Hongroises et le CSKA Moscou avec un bilan de 6 victoires, 5 matchs nuls et 3 défaites.
En huitièmes de finale, Brest écarte les Danoises du Team Esbjerg (victoires 33-27 au Danemark et 30-27 en France) tandis que Metz bénéficie du forfait du Borussia Dortmund qui ne peut se rendre en France. En quarts de finale, les deux clubs français se rencontrent et assurent donc une place au Final 4 pour la France. C'est Brest, net vainqueur au match aller en Bretagne (34-24) et qui a tenu en échec Metz au retour (26-26), qui se qualifie pour la première fois de son histoire en demi-finale de la compétition.

### Ligue européenne
Trois clubs participent Ligue européenne : le CJF Fleury Loiret Handball et le Nantes Atlantique Handball entrent au deuxième tour tandis que le Paris 92, retenu sur dossier, doit passer par le premier tour. Les trois clubs parviennent à atteindre les phases de groupe.
Si le CJF Fleury Loiret Handball termine dernier de son groupe et le Paris 92 est éliminé après avoir perdu par forfait (à cause de la pandémie de Covid-19) ses deux matchs face au Zvezda Zvenigorod, le Nantes Atlantique Handball termine premier de son groupe avec un bilan de 4 victoires et 2 défaites (dont une par forfait).
En quarts de finale, Nantes écarte les Russes du Zvezda Zvenigorod (victoires 33-29 en Russie et 30-28 en France) et se qualifie pour la Finale à quatre de la compétition. Le club nantais s'impose 36-34 en demi-finale face aux Roumaines du CS Minaur Baia Mare qui avaient pourtant l'avantage d'organiser la Finale à quatre. Opposé en finale au club hongrois du Siófok KC, grand favori de la compétition, le Nantes Atlantique Handball s'adjuge le titre européen avec une victoire 36 à 31. Il s'agit du premier titre remporté par un club français (aussi bien féminin que masculin) dans cette coupe d'Europe (C3).

## Bilan de la saison
| Tableau d'honneur de la saison 2020-2021 |                            |                                        |
| Compétition                              | Vainqueurs                 | Commentaire                            |
| Championnat de France                    | Brest Bretagne Handball    | 2e titre                               |
| Coupe de France                          | Brest Bretagne Handball    | 3e victoire                            |
| Bilan en coupes d'Europe 2020-2021       |                            |                                        |
| Compétition                              | Engagés                    | Commentaire                            |
| Ligue des champions                      | Brest Bretagne Handball    | Finaliste                              |
| Ligue des champions                      | Metz Handball              | Éliminé en 1/4 de finale (par Brest)   |
| Ligue européenne                         | CJF Fleury Loiret Handball | Éliminé en phase de groupe             |
| Ligue européenne                         | Nantes Atlantique Handball | Vainqueur                              |
| Ligue européenne                         | Paris 92 (invité)          | Éliminé en phase de groupe             |
| Qualifications européennes 2021-2022     |                            |                                        |
| Compétition                              | Qualifiés                  | Commentaire                            |
| Ligue des champions                      | Brest Bretagne Handball    | Champion de France                     |
| Ligue des champions                      | Metz Handball              | 2e du championnat (retenu sur dossier) |
| Ligue européenne                         | ES Besançon                | 3e du championnat                      |
| Ligue européenne                         | Chambray Touraine Handball | 4e du championnat                      |
| Ligue européenne                         | Nantes Atlantique Handball | Tenant du titre                        |
| Ligue européenne                         | Paris 92                   | 6e du championnat (retenu sur dossier) |
| Promotions et relégations                |                            |                                        |
| Relégué en Division 2                    | Saint-Amand Handball       | Retour en D2 après une saison          |
| Promu de Division 2                      | HBC Celles-sur-Belle       | Retour en D1 après 4 saisons en D2     |